# Klebsiella
Klebsiella är ett släkte av gramnegativa, oxidasnegativa, stavformade bakterier som har en polysackarid kapsel. Namnet Klebsiella kommer från den tyske mikrobiologen Edwin Klebs (1834–1913). 
Bakterierna är vanliga humanpatogener som kan leda till en mängd olika sjukdomar som till exempel lunginflammation, urinvägsinfektion, sepsis och mjukdelsinfektioner.

## Sjukdomsframkallande egenskaper
Klebsiellas kapsel gör att immunförsvaret har svårt att fagocytera bakterien. Precis som andra gramnegativa bakterier har Klebsiella lipopolysackarid som triggar immunförsvaret och kan orsaka feber, inflammation och sepsis.

## Reservoar
Klebsiella kan finnas i form av kroppens normalflora i magtarmkanalen och i övre luftvägarna. Får man Klebsiella pneumoniae ner i lungorna kan man dock råka ut för lunginflammation. 